# Naim Araidi
Naim Araidi (en árabe: نعيم عرايدي, en hebreo: נעים עריידי; Maghar, 2 de abril de 1950-2 de octubre de 2015) fue un poeta y filólogo israelí, de religión drusa. Después de realizar su servicio militar en el Tsahal, Araidi se graduó en Lengua y Literatura Hebrea en la Universidad de Haifa. En 1989, obtuvo el título de Doctor en Filosofía por la Universidad Bar Ilán de Tel Aviv, con una tesis doctoral sobre la poesía de Uri Zvi Greenberg.
Araidi enseñaba literatura hebrea, en el Gordon College of Education. Tuvo diversos cargos culturales y obtuvo diversos premios por su poesía en Francia (1990, premio del Senado de París) y en Estados Unidos (Doctorado Honorario del Centro Internacional para la Poesía, 1991). Su obra ha sido traducida del hebreo a 14 idiomas.
Fue embajador de Israel en Noruega entre 2012 y 2014.

## Obra selecta
- Eich Efshar Leehov (¿Es el amor posible?), 1972.
- Hazarti El-Ha Kefar (Retorno a la aldea), 1986.
- Tevilah Katlanit (Bautismo fatal), 1992.

## Traducciones a lenguas europeas
- Back to the Village, en inglés, Pennsylvania: University of Pennsylvania, 1991.